# Cruzzer
Cruzzer is een merk van lichte motorfietsjes uit Taiwan
Men produceert de Amerikaanse Whizzer motorfiets in licentie.
In 1992 deed het Amerikaanse bedrijf Nostalgia Cycles een poging de Whizzer, die slechts tot 1955 was geproduceerd, weer op de markt te brengen, maar het nieuw ontworpen blokje bleek niet betrouwbaar te zijn.
In 1998 kwam de Whizzer terug, geproduceerd in Taiwan met een 123 cc viertaktmotortje. De machine wordt onder de merknaam Cruzzer verkocht. In 2001 werd opnieuw in Amerika de Whizzer Motorbike Co. opgericht, die de machientjes met 61 of 65 cm (24 of 26 inch) wielen levert.